# Charaxes philosarcus
Charaxes philosarcus är en fjärilsart som beskrevs av Hans Fruhstorfer 1914. Charaxes philosarcus ingår i släktet Charaxes och familjen praktfjärilar. Inga underarter finns listade i Catalogue of Life.